# Motorrad-Weltmeisterschaft 1953
Die Motorrad-WM-Saison 1953 war die fünfte in der Geschichte der FIM-Motorrad-Straßenweltmeisterschaft.
In der Klasse bis 500 cm³ wurden acht, in den Klassen bis 350 cm³ und bis 250 cm³ sieben, in der Klassen bis 125 cm³ sechs und bei den Gespannen fünf Rennen ausgetragen.

## Punkteverteilung
| Punktewertung | Punktewertung | Punktewertung | Punktewertung | Punktewertung | Punktewertung | Punktewertung |
| ------------- | ------------- | ------------- | ------------- | ------------- | ------------- | ------------- |
| Platz         | 1             | 2             | 3             | 4             | 5             | 6             |
| Punkte        | 8             | 6             | 4             | 3             | 2             | 1             |

In die Wertung kamen bei weniger als acht ausgetragenen Rennen die besten vier Resultate, wurden acht oder mehr Rennen ausgetragen wurden die fünf besten erzielten Resultate in die WM-Wertung einbezogen.

## Wissenswertes
- Der Brite Fergus Anderson gewann den 500er-Lauf in Spanien auf einer 350-cm³-Maschine.
- Mit Werner Haas gewann erstmals in der Geschichte der Motorrad-WM ein Deutscher einen WM-Titel. Dem Augsburger gelang es gleichzeitig, die Titel in der 125-cm³- und der 250-cm³-Klasse in einer Saison einzufahren.
- Da in der Konstrukteurswertung der 125-cm³-Klasse die beiden Hersteller MV Agusta und NSU dieselbe Anzahl an Punkten, Siegen, und allen weiteren Platzierungen hatten, wurde der Konstrukteursweltmeister durch Addition aller Rennzeiten der jeweils besten Piloten der Hersteller bei den einzelnen Grands Prix ermittelt. Die italienische Marke MV Agusta hatte dabei 36,1 Sekunden Vorsprung auf NSU und bekam den Titel zugesprochen.

### Todesfälle
- Der britische 500-cm³-Weltmeister der Saison 1949, Leslie Graham, kam am Freitag, dem 12. Juni 1953, bei einem Unfall im 500-cm³-Rennen der Tourist Trophy ums Leben. Er hatte, an dritter Stelle liegend, im schwierigen Streckenabschnitt Bray Hill bei hoher Geschwindigkeit die Kontrolle über sein Motorrad verloren, war zu Sturz gekommen und noch an der Unfallstelle verstorben.

## 500-cm³-Klasse

### Rennergebnisse
|   | Datum  | Rennen              | Strecke           | Platz 1         | Platz 2         | Platz 3         | Schn. Rennrunde             |
| - | ------ | ------------------- | ----------------- | --------------- | --------------- | --------------- | --------------------------- |
| 1 | 12.06. | 35. Isle of Man TT  | Mountain Course   | Ray Amm         | Jack Brett      | Reg Armstrong   | Ray Amm                     |
| 2 | 27.06. | 23. Dutch TT        | Assen             | Geoff Duke      | Reg Armstrong   | Ken Kavanagh    | Ray Amm                     |
| 3 | 05.07. | 26. GP von Belgien  | Spa-Francorchamps | Alfredo Milani  | Ray Amm         | Reg Armstrong   | Geoff Duke                  |
| 4 | 02.08. | GP von Frankreich   | Rouen             | Geoff Duke      | Reg Armstrong   | Alfredo Milani  | Reg Armstrong               |
| 5 | 15.08. | 25. Ulster GP       | Dundrod           | Ken Kavanagh    | Geoff Duke      | Jack Brett      | Ken Kavanagh und Geoff Duke |
| 6 | 23.08. | 23. GP der Schweiz  | Bremgarten        | Geoff Duke      | Alfredo Milani  | Reg Armstrong   | Rod Coleman                 |
| 7 | 06.09. | 31. GP der Nationen | Monza             | Geoff Duke      | Dickie Dale     | Libero Liberati | Dickie Dale                 |
| 8 | 04.10. | 4. GP von Spanien   | Montjuïc          | Fergus Anderson | Carlo Bandirola | Dickie Dale     | Fergus Anderson             |

### Fahrerwertung
| 1  | Geoff Duke       | Gilera     | 38      |
| 2  | Reg Armstrong    | Gilera     | 24 (30) |
| 3  | Alfredo Milani   | Gilera     | 18      |
| 4  | Ken Kavanagh     | Norton     | 18      |
| 5  | Ray Amm          | Norton     | 14      |
| 6  | Jack Brett       | Norton     | 13      |
| 7  | Dickie Dale      | Gilera     | 11      |
| 8  | Giuseppe Colnago | Gilera     | 11      |
| 9  | Fergus Anderson  | Moto Guzzi | 8       |
| 10 | Rod Coleman      | A.J.S.     | 7       |

| 11 | Carlo Bandirola     | MV Agusta | 6 |
| 12 | Libero Liberati     | Gilera    | 4 |
| 13 | William Doran       | A.J.S.    | 3 |
|    | Derek Farrant       | A.J.S.    | 3 |
| 15 | Cecil Sandford      | MV Agusta | 2 |
|    | Nello Pagani        | Gilera    | 2 |
| 17 | Peter Davey         | Norton    | 1 |
|    | Ken Mudford         | Norton    | 1 |
|    | Hermann Paul Müller | MV Agusta | 1 |
|    | Tommy Wood          | Norton    | 1 |

(Punkte in Klammern inklusive Streichresultate)

### Konstrukteurswertung
| 1 | Gilera     | 40 (54) |
| 2 | Norton     | 29 (30) |
| 3 | A.J.S.     | 10      |
| 4 | Moto Guzzi | 8       |
| 5 | MV Agusta  | 8       |

(Punkte in Klammern inklusive Streichresultate)

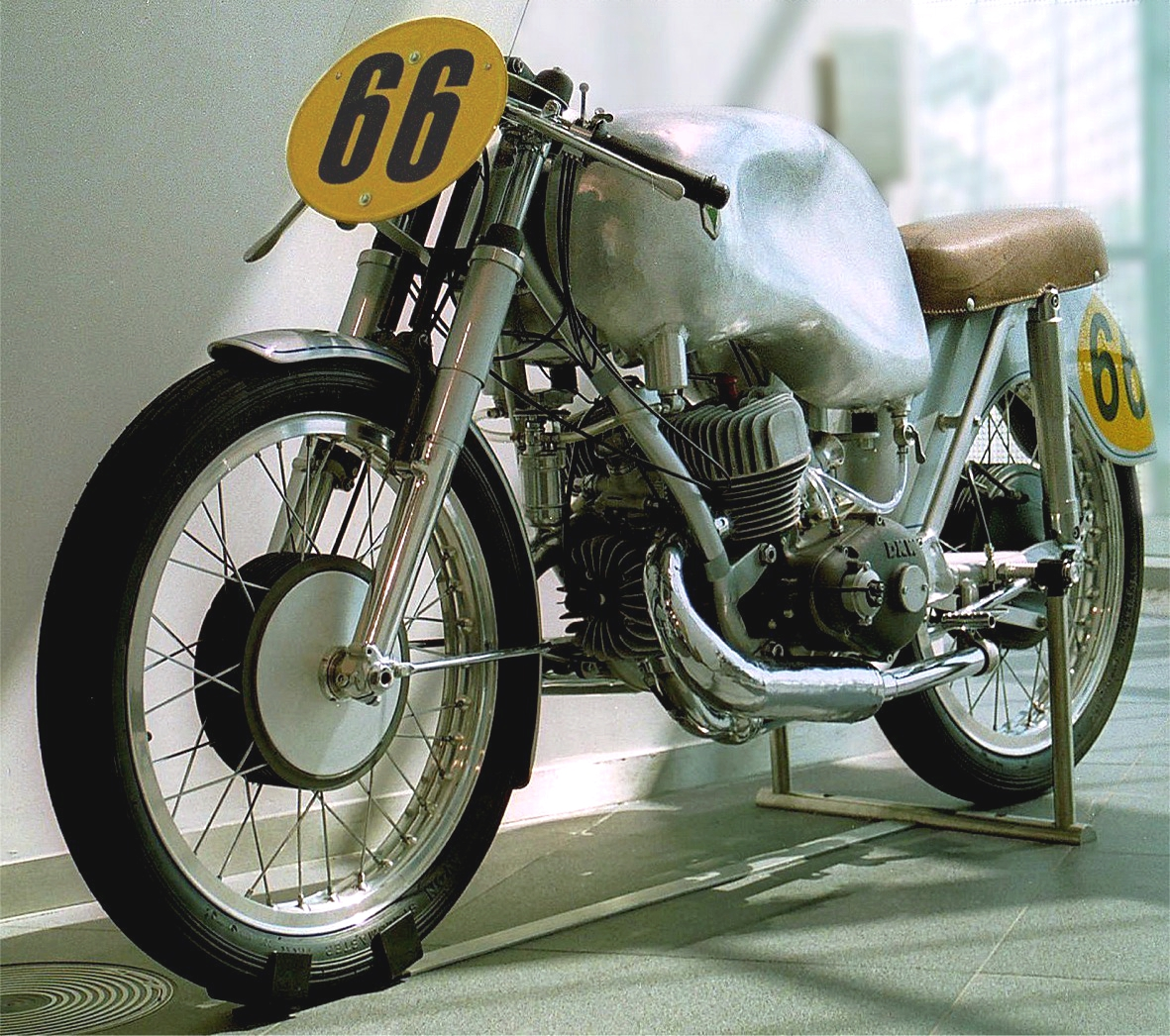
Eine DKW RM 350, Spitzname „Singende Säge“, wie sie 1953 vom DKW-Werksteam eingesetzt wurde.

## 350-cm³-Klasse

### Rennergebnisse
|   | Datum  | Rennen              | Strecke           | Platz 1           | Platz 2           | Platz 3           | Schn. Rennrunde   |
| - | ------ | ------------------- | ----------------- | ----------------- | ----------------- | ----------------- | ----------------- |
| 1 | 08.06. | 35. Isle of Man TT  | Mountain Course   | Ray Amm           | Ken Kavanagh      | Fergus Anderson   | Ray Amm           |
| 2 | 27.06. | 23. Dutch TT        | Assen             | Enrico Lorenzetti | Ken Kavanagh      | Ray Amm           | Fergus Anderson   |
| 3 | 05.07. | 26. GP von Belgien  | Spa-Francorchamps | Fergus Anderson   | Enrico Lorenzetti | Ray Amm           | Ray Amm           |
| 4 | 02.08. | GP von Frankreich   | Rouen             | Fergus Anderson   | Pierre Monneret   | Enrico Lorenzetti | Ray Amm           |
| 5 | 15.08. | 25. Ulster GP       | Dundrod           | Ken Mudford       | Bob McIntyre      | Rod Coleman       | Ken Mudford       |
| 6 | 22.08. | 23. GP der Schweiz  | Bremgarten        | Fergus Anderson   | Ken Kavanagh      | Rod Coleman       | Fergus Anderson   |
| 7 | 06.09. | 31. GP der Nationen | Monza             | Enrico Lorenzetti | Fergus Anderson   | Duilio Agostini   | Enrico Lorenzetti |

### Fahrerwertung
| 1  | Fergus Anderson   | Moto Guzzi | 30 (34) |
| 2  | Enrico Lorenzetti | Moto Guzzi | 26      |
| 3  | Ray Amm           | Norton     | 18      |
| 4  | Ken Kavanagh      | Norton     | 18      |
| 5  | Jack Brett        | Norton     | 12      |
| 6  | Rod Coleman       | A.J.S.     | 9       |
| 7  | Ken Mudford       | Norton     | 8       |
| 8  | Pierre Monneret   | A.J.S.     | 6       |
|    | Bob McIntyre      | A.J.S.     | 6       |
| 10 | Duilio Agostini   | Moto Guzzi | 4       |
| 11 | Josef Albisser    | Norton     | 3       |
|    | Harry Pearce      | Velocette  | 3       |

|    | August Hobl       | DKW    | 3 |
| 14 | William Doran     | A.J.S. | 2 |
|    | Derek Farrant     | A.J.S. | 2 |
| 16 | Ernie Ring (†)    | A.J.S. | 2 |
|    | Tommy Wood        | Norton | 1 |
|    | Malcolm Templeton | A.J.S. | 2 |
|    | Leo Simpson       | A.J.S. | 2 |
| 20 | Ray Laurent       | A.J.S. | 1 |
|    | Ken Harwood       | A.J.S. | 1 |
|    | Karl Hofmann      | DKW    | 1 |
|    | Tony McAlpine     | Norton | 1 |

(Punkte in Klammern inklusive Streichresultate)

### Konstrukteurswertung
| 1 | Moto Guzzi | 32 (44) |
| 2 | Norton     | 28 (38) |
| 3 | A.J.S.     | 18 (23) |
| 4 | DKW        | 4       |
| 5 | Velocette  | 3       |

(Punkte in Klammern inklusive Streichresultate)

## 250-cm³-Klasse

### Rennergebnisse
|   | Datum  | Rennen                 | Strecke         | Platz 1           | Platz 2         | Platz 3           | Schn. Rennrunde   |
| - | ------ | ---------------------- | --------------- | ----------------- | --------------- | ----------------- | ----------------- |
| 1 | 10.06. | 35. Isle of Man TT     | Mountain Course | Fergus Anderson   | Werner Haas     | Siegfried Wünsche | Fergus Anderson   |
| 2 | 27.06. | Dutch TT               | Assen           | Werner Haas       | Fergus Anderson | Reg Armstrong     | Werner Haas       |
| 3 | 19.07. | 17. GP von Deutschland | Schottenring    | Werner Haas       | Alano Montanari | August Hobl       | Werner Haas       |
| 4 | 15.08. | Ulster Grand Prix      | Dundrod         | Reg Armstrong     | Werner Haas     | Fergus Anderson   | Reg Armstrong     |
| 5 | 22.08. | 23. GP der Schweiz     | Bremgarten      | Reg Armstrong     | Alano Montanari | Fergus Anderson   | Reg Armstrong     |
| 6 | 06.09. | 31. GP der Nationen    | Monza           | Enrico Lorenzetti | Werner Haas     | Alano Montanari   | Enrico Lorenzetti |
| 7 | 04.10. | 4. GP von Spanien      | Montjuïc        | Enrico Lorenzetti | Ken Kavanagh    | Fergus Anderson   | Alano Montanari   |

### Fahrerwertung
| 1 | Werner Haas       | NSU        | 28 (35) |
| 2 | Reg Armstrong     | NSU        | 23      |
| 3 | Enrico Lorenzetti | Moto Guzzi | 22 (25) |
| 4 | Fergus Anderson   | Moto Guzzi | 22 (26) |
| 5 | Alano Montanari   | Moto Guzzi | 19      |
| 6 | Ken Kavanagh      | Moto Guzzi | 6       |
| 7 | Siegfried Wünsche | DKW        | 6       |
| 8 | August Hobl       | DKW        | 6       |

| 9  | Otto Daiker     | NSU        | 6 |
| 10 | Arthur Wheeler  | Moto Guzzi | 4 |
| 11 | Walter Reichert | NSU        | 3 |
| 12 | Tommy Wood      | Moto Guzzi | 3 |
| 13 | Sid Willis      | Velocette  | 2 |
|    | Wolfgang Brand  | NSU        | 2 |
| 15 | Rupert Hollaus  | Moto Guzzi | 1 |
|    | Umberto Masetti | NSU        | 1 |

(Punkte in Klammern inklusive Streichresultate)

### Konstrukteurswertung
| 1 | NSU        | 32 (44) |
| 2 | Moto Guzzi | 30 (46) |
| 3 | DKW        | 11      |
| 4 | Velocette  | 2       |

(Punkte in Klammern inklusive Streichresultate)

## 125-cm³-Klasse

### Rennergebnisse
|   | Datum  | Rennen                 | Strecke         | Platz 1       | Platz 2         | Platz 3        | Schn. Rennrunde |
| - | ------ | ---------------------- | --------------- | ------------- | --------------- | -------------- | --------------- |
| 1 | 10.06. | 35. Isle of Man TT     | Mountain Course | Leslie Graham | Werner Haas     | Cecil Sandford | Leslie Graham   |
| 2 | 27.06. | Dutch TT               | Assen           | Werner Haas   | Carlo Ubbiali   | Cecil Sandford | Werner Haas     |
| 3 | 19.07. | 17. GP von Deutschland | Schottenring    | Carlo Ubbiali | Werner Haas     | Otto Daiker    | Werner Haas     |
| 4 | 15.08. | Ulster Grand Prix      | Dundrod         | Werner Haas   | Cecil Sandford  | Reg Armstrong  | Werner Haas     |
| 5 | 06.09. | 31. GP der Nationen    | Monza           | Werner Haas   | Emilio Mendogni | Carlo Ubbiali  | Werner Haas     |
| 6 | 04.10. | 4. GP von Spanien      | Montjuïc        | Angelo Copeta | Cecil Sandford  | Rupert Hollaus | Angelo Copeta   |

### Fahrerwertung
| 1  | Werner Haas       | NSU       | 30 (36) |
| 2  | Cecil Sandford    | MV Agusta | 20      |
| 3  | Carlo Ubbiali     | MV Agusta | 18      |
| 4  | Angelo Copeta     | MV Agusta | 17      |
| 5  | Leslie Graham (†) | MV Agusta | 8       |
| 6  | Otto Daiker       | NSU       | 7       |
| 7  | Emilio Mendogni   | Morini    | 6       |
| 8  | Wolfgang Brand    | NSU       | 5       |
| 9  | Reg Armstrong     | NSU       | 4       |
|    | Rupert Hollaus    | NSU       | 4       |
| 11 | Luigi Zinzani     | Morini    | 3       |

| 12 | Arnold Jones     | MV Agusta   | 2 |
|    | Drikus Veer      | Morini      | 2 |
|    | Walter Reichert  | NSU         | 2 |
|    | Tito Forconi     | MV Agusta   | 2 |
|    | Marcel Cama      | Montesa     | 2 |
| 17 | Bill Webster     | MV Agusta   | 1 |
|    | Lo Simons        | F.B Mondial | 1 |
|    | Karl Lottes      | MV Agusta   | 1 |
|    | Fron Purslow     | MV Agusta   | 1 |
|    | Paolo Campanelli | MV Agusta   | 1 |
|    | Georg Braun      | F.B Mondial | 1 |

### Konstrukteurswertung
| 1 | MV Agusta   | 30 (40) |
| 2 | NSU         | 30 (40) |
| 3 | Morini      | 9       |
| 4 | Montesa     | 2       |
| 5 | F.B Mondial | 2       |

(Punkte in Klammern inklusive Streichresultate)

## Gespanne (500 cm³)

### Rennergebnisse
|   | Datum  | Rennen              | Strecke           | Platz 1                      | Platz 2                   | Platz 3                            | Schn. Rennrunde                                         |
| - | ------ | ------------------- | ----------------- | ---------------------------- | ------------------------- | ---------------------------------- | ------------------------------------------------------- |
| 1 | 05.07. | 26. GP von Belgien  | Spa-Francorchamps | Eric Oliver / Stanley Dibben | Cyril Smith / Les Nutt    | Wiggerl Kraus / Bernhard Huser     | Eric Oliver / Stanley Dibben                            |
| 2 | 02.08. | GP von Frankreich   | Rouen             | Eric Oliver / Stanley Dibben | Cyril Smith / Les Nutt    | Hans Haldemann / Josef Albisser    | Eric Oliver / Stanley Dibben                            |
| 3 | 15.08. | Ulster Grand Prix   | Dundrod           | Cyril Smith / Les Nutt       | Pip Harris / Ray Campbell | Jacques Drion / Inge Stoll-Laforge | Eric Oliver / Stanley Dibben                            |
| 4 | 23.08. | 23. GP der Schweiz  | Bremgarten        | Eric Oliver / Stanley Dibben | Cyril Smith / Les Nutt    | Wilhelm Noll / Fritz Cron          | Eric Oliver / Stanley Dibben                            |
| 5 | 06.09. | 31. GP der Nationen | Monza             | Eric Oliver / Stanley Dibben | Cyril Smith / Les Nutt    | Jacques Drion / Inge Stoll-Laforge | Eric Oliver / Stanley Dibben und Cyril Smith / Les Nutt |

### Fahrerwertung
| 1  | Eric Oliver      | Stanley Dibben     | Norton | 32      |
| 2  | Cyril Smith      | Les Nutt           | Norton | 26 (32) |
| 3  | Hans Haldemann   | Josef Albisser     | Norton | 12      |
| 4  | Jacques Drion    | Inge Stoll-Laforge | Norton | 10      |
| 5  | Pip Harris       | Ray Campbell       | Norton | 6       |
| 6  | Wilhelm Noll     | Fritz Cron         | BMW    | 5       |
| 7  | Marcel Masuy     | Jules Nies         | Norton | 5       |
| 8  | Wiggerl Kraus    | Bernhard Huser     | BMW    | 4       |
| 9  | Julien Deronne   | Bruno Leys         | Norton | 4       |
| 10 | Trevor Bounds    | Rob Kings          | Norton | 3       |
| 11 | Fron Purslow     | Dave Key           | BSA    | 2       |
|    | Len Taylor       | Peter Glover       | Norton | 2       |
| 13 | Jean Murit       | Francis Flahaut    | Norton | 1       |
|    | Fritz Hillebrand | Manfred Grunwald   | BMW    | 1       |

(Punkte in Klammern inklusive Streichresultate)

### Konstrukteurswertung
| 1 | Norton | 32 (40) |
| 2 | BMW    | 9       |
| 3 | BSA    | 2       |

(Punkte in Klammern inklusive Streichresultate)